# Жамсарангийн Самбу
Жамсарангийн Самбу (монгольский: Жамсрангийн Самбуу; 27 июня 1895, Бурэн — 21 мая 1972, Улан-Батор) 
- монгольский политик, дипломат и общественный деятель, председатель Президиума Великого народного хурала Монголии с мая 1954 года по 1972
- С 1937 по 1946 год — Посол МНР в СССР
- в 1946—1950 годах — заведующий отделом МИД МНР
- в 1950—1952 годах — посол МНР в КНДР
- в 1952—1953 годах — заместитель министра иностранных дел МНР
- С 1953 по 1954 год — заместитель председателя общества монголо-советской дружбы
- С 1954 года — член ЦК и Политбюро ЦК МНРП
- Герой Труда МНР (1965)
- Лауреат Международной Ленинской премии (1966)

## Биография
Родился в аратской семье на территории нынешней провинции Бурэн (на момент его рождения это были владения Тушэту-ханов). Чтению и письму научился у своего отца пастуха и Дугарсурэн владевшего грамотой местного жителя; в 16-летнем возрасте (в 1921 году) стал служащим местной администрации, в 1922 году вступил в Монгольскую народно-революционную партию. С 1922 по 1930 год работал в Министерстве финансов, примкнув к «левой» фракции партии. В 1926 году возглавил отдел контроля за государственными доходами и расходами в Министерстве финансов и на этом посту призывал к введению торговых пошлин для въезжавших в страну китайских купцов. Был сторонником коллективизации и экспроприации сельскохозяйственных земель у буддийских монастырей и феодалов и в 1930 году получил должность председателя аймачных исполнительных управлений в Архангае, дабы на месте руководить там данными процессами. С 1932 по 1936 год занимал различные должности в комитетах партии сначала в Дундгоби, затем в Умнегоби, в 1936 году возглавил отдел Министерства животноводства и земледелия МНР.
Несмотря на отсутствие соответствующей профессии, но учитывая его большой опыт и характер был назначен Послом в СССР 1937—1946 годах (сыграв, в частности, важную роль в организации поставок продовольствия и помощи из МНР в СССР во время Великой Отечественной войны), после чего вернулся на родину и в 1946—1950 годах возглавлял отдел Министерства иностранных дел. В 1950—1952 годах занимал пост посла МНР в КНДР. Был близко знаком с руководителем КНДР Ким Ир Сеном. С 1952 по 1954 год был назначен Заместителем министра иностранных дел МНР, в 1953—1954 годах возглавлял Общество монголо-советской дружбы. С 1951 года также являлся депутатом Великого народного хурала (парламента) МНР, а 7 июля 1954 года стал председателем его президиума, заняв, таким образом, пост церемониального главы государства и сохранив его до своей смерти в 1972 году; в том же году вошёл в состав политбюро ЦК МНРП. В 1965 году получил звание Героя труда МНР, а год спустя был удостоен Международной Ленинской премии за укрепление мира между народами.
Опубликовал несколько сочинений, среди которых более всего известны «Советы аратам» (1945), содержавшую многочисленные советы по оптимальному выпасу скота, собиравшиеся им на протяжении всей жизни (данная книга пользовалась большой известностью на родине автора и даже переиздавалась в 1999 и 2000 годах), «К вопросу о религии и ламах» (1961) и автобиографию в двух томах, выпущенных соответственно в 1965 и 1970 годах. На родине был награждён четырьмя орденами Сухэ-Батора и множеством медалей, а также получил шведский Орден Полярной звезды.
В 2007 году в г. Улан-Баторе установлена бронзовая статуя видного монгольского государственного деятеля 20-го столетия, Ж.Самбуу (1895—1972), на северо-западной стороне от Дома Правительства Монголии.